# Glaukos
Glaukos (nebo také Glaucus) je v řecké mytologii mořský bůh. Několik dalších bájných i historických postav bylo nositeli tohoto jména.

## Mořský bůh
Glaukos je dobrácký mořský bůh, syn boha Poseidóna. Původně byl prý smrtelným námořníkem, který objevil bylinu, která navracela rybám život. Ochutnal ji také a získal tím nesmrtelnost, ale jejím působením mu místo rukou narostly ploutve a místo nohou rybí ocas a musel zůstat v moři. Měl dar věštění a pomáhal rybářům najít bohatá loviště. Někdy se tvrdí, že postavil bájnou loď Argó. Argonautům během jejich cesty poskytoval pomoc. Zamiloval se do krásné Skylly, kterou kvůli tomu žárlivá čarodějnice Kirké uvrhla do neštěstí. Toto se o něm lze dočíst v různých kapitolách Ovidiových Proměn.

## Bájní Glaukové
1. Syn Sisyfův, král korintský.
2. Syn Hippolochův a vnuk Bellerophontův.Účastnil se trójské války na straně Trójanů. Ač byl udatný bojovník, vyhnul se raději přímému boji s Diomédem. Byl po něm pojmenován asteroid.

## Glaukos z Chiu
Zmiňuje jej Herodotos ve svých Dějinách. Lýdský král Alyattés prý daroval delfské věštírně veliký letovaný džbán, dílo Glauka z Chiu, který vynalezl letování železa.